# Microsciurus
Microsciurus J. A. Allen, 1895 è un genere della famiglia degli Sciuridi comprendente alcune specie, note come scoiattoli nani, originarie delle regioni tropicali di Centro e Sudamerica.

## Tassonomia
Attualmente in Microsciurus vengono classificate quattro specie, ma le analisi del DNA sembrano indicare una certa confusione all'interno della tradizionale classificazione del genere:
- Microsciurus alfari (J. A. Allen, 1895) - scoiattolo nano del Centroamerica;
- Microsciurus flaviventer (Gray, 1867) - scoiattolo nano dell'Amazzonia;
- Microsciurus mimulus (Thomas, 1898) - scoiattolo nano occidentale;
- Microsciurus santanderensis (Hernandez-Camacho, 1957) - scoiattolo nano di Santander.

## Descrizione
Con una lunghezza testa-corpo di 15 cm e una coda di 12 cm, gli scoiattoli nani non sono così piccoli come sembrerebbe indicare il loro nome; infatti lo scoiattolo pigmeo neotropicale, che non appartiene a questo genere, è molto più piccolo di queste specie. Tuttavia, hanno dimensioni molto inferiori rispetto ai più comuni scoiattoli rossi o grigi. Gli scoiattoli nani hanno il dorso di colore grigio o marrone e il ventre bianco.

## Distribuzione e habitat
Tutti gli scoiattoli nani appartenenti a questo genere vivono nelle foreste pluviali tropicali: M. alfari in Costa Rica, Nicaragua, Panama e Colombia settentrionale; M. flaviventer nel bacino amazzonico occidentale; M. mimulus in Ecuador, Colombia e Panamá; e M. santanderensis nella Colombia centrale.

## Biologia
Malgrado le dimensioni inferiori, lo stile di vita degli scoiattoli nani non si discosta molto da quello delle più grandi specie tropicali del genere Sciurus.

## Conservazione
Nessuna delle specie di scoiattolo nano è minacciata di estinzione, ma vengono avvistate solo raramente a causa della loro natura timida e riservata.